# Élisée Reclus

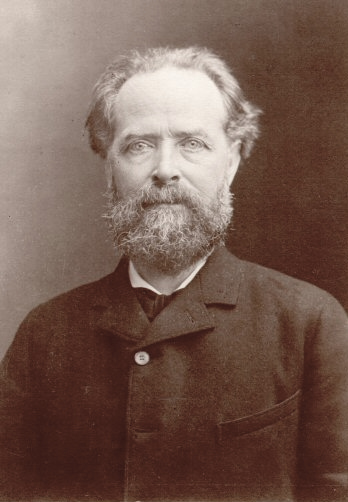
Élisée Reclus

Jean-Jacques Élisée Reclus (Sainte-Foy-la-Grande, 15 maart 1830 - Torhout, 4 juli 1905) was een geograaf, activist en denker binnen het Franse anarchisme. Zijn broer Elie Reclus was antropoloog en ook actief in de anarchistische beweging.

## Biografie
Het gezin waarin Élisée Reclus werd geboren, bestond uit vader, een protestantse predikant, moeder, een lerares en twaalf kinderen. Broer Elie werd antropoloog, journalist en anarchist. Een andere broer werd geograaf en weer een ander ingenieur. Tot zijn dertiende werd Élisée door zijn grootouders van moederskant opgevoed. Hij bezocht verschillende scholen in Duitsland en België, waar hij onder meer Duits, Nederlands, Engels en Latijn leerde. De vader van Élisée wilde dat hij een protestantse prediker werd, nadat hij samen met zijn broer Elie was opgeleid in de Protestantse Faculteit in Montauban. Beide broers wilden dit niet en daarom verhuizen zij in 1849 naar Berlijn.
Na wat omzwervingen schreef Élisée zich in 1851 in aan de Humboldtuniversiteit in Berlijn, om colleges geografie bij Carl Ritter te volgen. Om aan de kost te komen gaf hij Franse les. Hij bleef zijn leven lang veel reizen. Zo bezocht hij vele Europese landen, waarover hij een aantal reisgidsen schreef, een groot aantal landen in Noord- en Zuid-Amerika. Dit verhoogde de relevantie van zijn geografische arbeid, maar ook van zijn activiteiten in diverse arbeidersorganisaties. 
In 1870 nam hij actief deel aan de Commune van Parijs. Na het neerslaan daarvan door de Franse regering en Pruisische troepen werd hij gevangengenomen en door een militair tribunaal tot tien jaar verbanning uit Frankrijk veroordeeld. Hij vestigde zich daarop in Zwitserland waar hij begon met het schrijven aan zijn geografische werken.
In 1892 werd hij gevraagd om aan de Université libre de Bruxelles (ULB) vergelijkende geografie te komen doceren. Tussen dit verzoek en de tijd dat hij er in 1894 kon op ingaan, werden anarchistische aanslagen gepleegd. In 1892 legde Ravachol bommen in de woningen van rechters, in 1893 bracht Auguste Vaillant een bom tot ontploffing tijdens een Kamerzitting in het Palais Bourbon en in 1894 gooide Emile Henry een bom in café Terminus bij het station Saint-Lazare. Al deze aanslagen werden gepleegd in naam van het anarchisme. Iemand wees op het bestaan van de anarchistische geschriften van Reclus, waarna er een verband met de anarchistische aanslagen werd gelegd en zijn aanstelling werd geannuleerd. Tegen deze beslissing van de raad van bestuur klonk protest van een groot deel van de studenten, protest dat gesteund werd door Paul Janson, Emile Verhaeren, August Vermeylen en de rector van de universiteit Hector Denis. Dat bracht een scheuring teweeg binnen de ULB (waar al langer conflicten bestonden tussen behoudende en progressieve krachten). De scheuring leidde tot de oprichting van de Université Nouvelle, waar Reclus vanaf 1894 geografie doceerde.
Élisée Reclus gaf zijn colleges in de lokalen van de vrijmetselaarsloge 'Les Amis Philantropes'. Ook binnen de loge had de komst van Reclus en de anarchistische ingesteldheid van de jongeren een scheuring tot gevolg.
Hij was driemaal getrouwd. Tweemaal overleed zijn vrouw door ziekte. Hij had een dochter en meerdere kleinkinderen.

## Ideologie

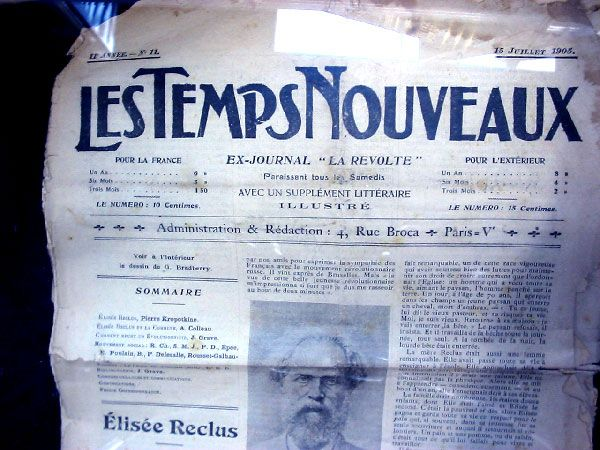
Overlijdensbericht van Élisée Reclus in Les Temps Nouveaux (15 april 1905)

### Geografie
Élisée Reclus observeerde de natuur en legde zijn observaties vast in een aantal geografische werken, zoals de 19-delige La Nouvelle Géographie Universelle en L’Homme et la Terre. Hij volgde de naturalistische ideeën die reeds waren ontwikkeld door Carl Ritter, de Duitse geograaf van de 19de eeuw. Reclus' werk kan men beschouwen als een van de eerste pogingen om een vorm van sociale geografie te beoefenen. Bij hem ging het erom de mens in het geografische proces op te nemen. Tevens hield hij zich met het geografisch onderwijs bezig.

### Anarchisme
Élisée Reclus schreef een groot aantal artikelen over het anarchisme en hield veel voordrachten over het onderwerp. Hij was lid van de anarchistische Internationale. Hij nam deel aan congressen van arbeidersorganisaties waar hij de andere bekende anarchisten uit zijn tijd leerde kennen en met wie hij bevriend werd. Onder hen bevonden zich Michail Bakoenin, Peter Kropotkin, Jean Grave, James Guillaume en Max Nettlau. Hij onderhield ook een correspondentie met Jacques Mesnil en diens levensgezellin Clara Mesnil.
Hij ontvouwde zijn ideeën in verschillende brochures, zoals Le développement de la liberté dans le monde (1851), Évolution et révolution (1880), La peine de mort (1879).

### Esperanto
In het voorwoord van het boek dat hij beschouwde als een werk waarin hij het meest volledig zijn ideeën had ontvouwd (L’Homme et la Terre), besteedde hij aandacht aan de internationale talen die zich aan het ontwikkelen waren. Hij wees op het Esperanto als een van de meest vergaande. De overtuigde internationalist in hem juichte toe dat men deze taalmiddelen ontwikkelde, omdat ze konden bijdragen tot het vergemakkelijken van de uitwisselingen tussen mensen.

### Naturisme en vegetarisme
Élisée Reclus meende dat naaktheid een van de middelen was om de socialisatie tussen individuen te bevorderen. Hij roemde de morele en fysiologische reinheid die eruit voortvloeide en zette dit in het perspectief van een omvattende zienswijze omtrent de geschiedenis en de geografie van culturen.
Reclus was sterk tegen vleesconsumptie en was overtuigd vegetariër. Hij deelde deze opvatting met zijn broer Élie.

## Trivia
- Er is een dispuut binnen de Vereniging Van Utrechtse Geografie Studenten vernoemd naar Reclus: Dispuut Reclus '22